# Onafhankelijke Socialistische Partij
De Onafhankelijke Socialistische Partij (OSP) was een Nederlandse politieke partij, opgericht door Piet J. Schmidt en Jacques de Kadt op 28 maart 1932. De OSP was de afgesplitste linkervleugel van de Sociaal Democratische Arbeiderspartij. In 1935 fuseerde de OSP met de Revolutionair-Socialistische Partij (RSP) van Henk Sneevliet tot de Revolutionair-Socialistische Arbeiderspartij (RSAP).
Aanleiding voor de afsplitsing uit de SDAP was het verschijningsverbod op het interne oppositieblad De Fakkel, eerder De Socialist geheten, dat vervolgens het OSP-partijblad werd. Redacteur was Frank van der Goes.
De OSP telde zo'n 7.000 leden. Bij de Tweede-Kamerverkiezingen op 26 april 1933 haalde de partij 27.000 stemmen, vijfhonderd te weinig voor een zetel. Kopstukken waren de oprichters Schmidt en Jacques de Kadt en de journalist Sal Tas. Toen na het Jordaanoproer in juli 1934 de eerste in de cel belandde en de andere twee naar België vluchtten, was de partij onthoofd. De fusie met de RSP tot RSAP volgde een jaar later, maar uiteindelijk zou een deel van de oud-OSP'ers, onder wie Van der Goes, zich weer van de RSAP losmaken als de Bond van Revolutionaire Socialisten (BRS). Eerder, in september 1936, was Schmidt al geroyeerd als lid van de RSAP vanwege zijn kritiek op Stalin en het stalinistische regime in de Sovjet-Unie.
De jongerenorganisatie van de OSP heette Socialisties Jeugdverbond (SJV).
De archieven van de OSP werden in mei 1940 verbrand, omdat ze door de Duitse bezetter als bewijsmateriaal tegen leden konden worden gebruikt. Dit maakt historisch onderzoek naar de partij moeilijk. In 2004 publiceerde historicus Bart de Cort een studie over de OSP, getiteld Solidariteit in anonimiteit. Dit werk was grotendeels gebaseerd op interviews met oud-leden en hun nabestaanden.